# L.A. Boyz
"L.A. Boyz" é um single da cantora pop Victoria Justice em parceria com a cantora Ariana Grande. A canção teve sua performance no episódio "Three Girls and a Moose" que foi ao ar dia 20 de outubro de 2012. Esse single marca a primeira parceria entre Ariana Grande e Victoria Justice. Teve sua primeiro peformanceem um show onde as duas cantaram a música.

## Performances
A música foi performada por Victoria Justice e Ariana Grande no episódio "Three Girls and a Moose", além tambem de ser perforamada em shows pelas 2 cantoras. Essa música marca a 1ª parceria entre as duas.

## Composição
A faixa, de aproximadamente 2 minutos e 59 segundos de duração, deriva do gênero dance-pop.

## Videoclipe
O clipe estreou na Nickelodeon em 18 de Outubro de 2012 e apresenta a performance do episódio "Three Girls and a Moose".

## Faixas e versões
"L.A. Boyz" foi lançada como single digital em 18 de Outubro de 2012 em lojas digitais, como o iTunes.
| Download digital |             |                                                                |         |  |
| N.º              | Título      | Compositor(es)                                                 | Duração |  |
| 1.               | "L.A. Boyz" | Allan P Grigg, Michael Corcoran, Lindy Robbins & Dan Schneider | 2:59    |  |